# Paco Séry
Paco Sery (1 maj 1956 på Elfenbenskysten) er en benionsk trommeslager. 
Sery kom til USA og kom frem med Joe Zawinul´s Syndicate, Han har indspillet tre plader med gruppen. 
Sery har også lavet en solo plade Voyages (2000), som har fået stor bevågenhed. 
Sery spiller jazz, verdensmusik, Rock, funk og rap musik.

## Diskografi

### med Joe Zawinul
- Faces and Places
- World Tour
- My People

### i eget navn
- Voyages